# Trzy mądre małpy

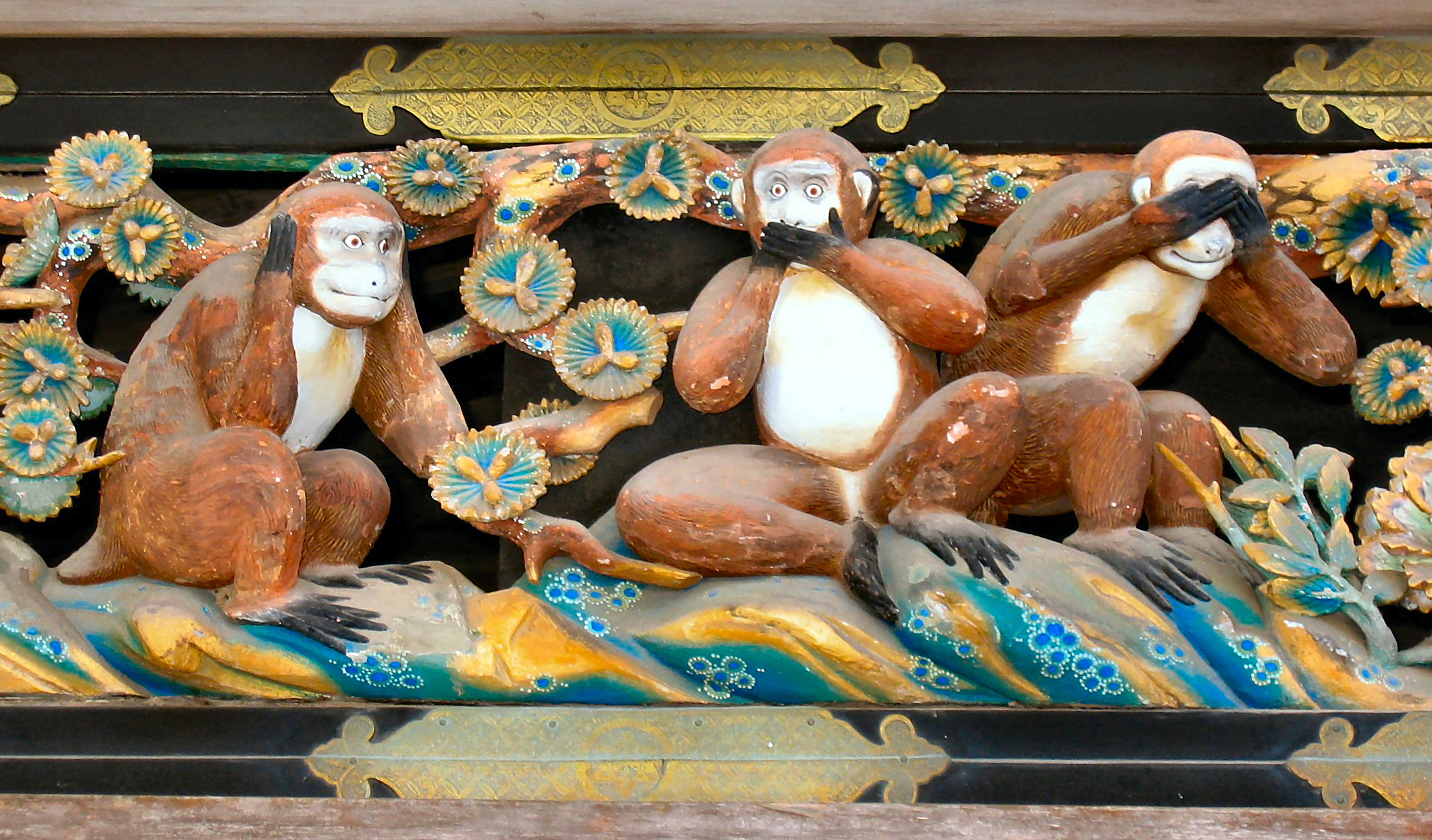
„Trzy mądre małpy” nad wejściem do stajni w kompleksie chramów Tōshō-gū w Nikkō

Trzy mądre małpy (jap. 三猿 sanzaru, san’en; lub 三匹の猿 sanbiki no saru, dosł. trzy małpy) – wyrażone za pomocą rzeźby lub obrazu japońskie przysłowie „nie widzę nic złego, nie słyszę nic złego, nie mówię nic złego”. Trzy małpy to: Mizaru (見猿), która zakrywa oczy, więc nie widzi nic złego, Kikazaru (聞か猿), która zakrywa uszy, więc nie słyszy nic złego, oraz Iwazaru (言わ猿), zakrywająca pysk, która nie mówi nic złego, co można zinterpretować jako: „Nie szukaj i nie wytykaj błędnych czynów i słów innych ludzi”.

## Wyjaśnienie
Najbardziej popularnym przedstawieniem tego przysłowia jest XVII-wieczna rzeźba nad wejściem do stajni w sławnym chramie Tōshō-gū w Nikkō (Japonia). Zapewne jednak przysłowie przywędrowało do Japonii z buddyjską legendą, najprawdopodobniej z Indii przez Chiny w VIII w. (okres Yamato). Choć w legendzie raczej nie było nic o małpach, „trzy małpy” wzięły się z gry słów: w języku japońskim „zaru” to archaizm przeczenia czasownika, które brzmieniowo przypomina „saru” (małpa), a w tym wypadku jest udźwięczniony, a więc identyczny. Przysłowie brzmi po japońsku: 見ざる、聞かざる、言わざる (mizaru, kikazaru, iwazaru), co dosłownie znaczy: „nie widzę, nie słyszę, nie mówię”.

## Interpretacje
- Z buddyjskiego punktu widzenia przysłowie może być interpretowane następująco: „Nie szukaj i nie wytykaj błędnych czynów i słów innych ludzi” (jeśli chcesz wyplenić zło, to zacznij od siebie).
- W kulturze zachodniej wizerunek trzech postaci zakrywających uszy, usta i oczy jest czasem interpretowany jako ciche przyzwolenie na zło przez odwracanie od niego oczu. Symbolizuje też zmowę milczenia w organizacjach przestępczych.

## Symbole związane z przysłowiem
W standardzie Unikodu zakodowane są symbole związanych z przysłowiem dotyczącym Trzech mądrych małp. Są to:
| Znak | Kod     | Nazwa unikodowa      | tłum. nazwy unikodowej     |
| ---- | ------- | -------------------- | -------------------------- |
| 🙈   | U+1F648 | SEE-NO-EVIL MONKEY   | małpa nie widzę nic złego  |
| 🙉   | U+1F649 | HEAR-NO-EVIL MONKEY  | małpa nie słyszę nic złego |
| 🙊   | U+1F64A | SPEAK-NO-EVIL MONKEY | małpa nie mówię nic złego  |